# Ofensiva de Hama (Março–Abril de 2017)
A ofensiva de Hama (2017) foi uma ofensiva militar lançada pelos grupos rebeldes sírios liderados por Tahrir al-Sham (HTS) a norte da cidade de Hama, como parte da Guerra Civil Síria. A ofensiva começou em 21 de março de 2017 e os rebeldes visavam recuperar as áreas recuperadas pelas Forças Armadas da Síria na ofensiva de Hama (2016), além de querer avançar sobre a cidade de Hama.

## A ofensiva

### Ataque liderado por Tahrir al-Sham (HTS) a sul e a leste de Halfaya

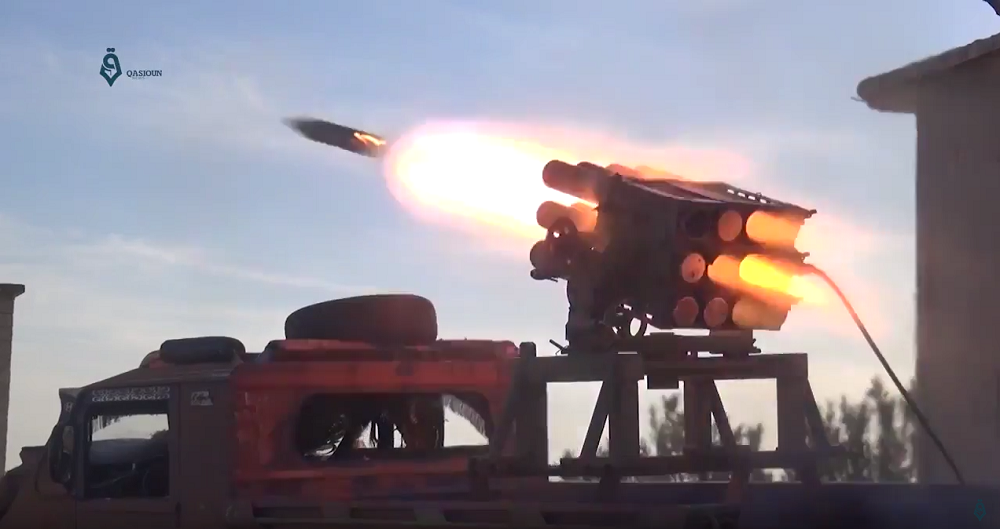
Rebeldes usando artilharia de foguetes em Hama, março de 2017.

Em 21 de março de 2017, o ataque ofensivo rebelde intitulado "Batalha Diga-lhes para Trabalhar" foi lançado quando dois terroristas suicidas de Tahrir al-Sham detonaram dois grandes carros-bomba contra posições governamentais na cidade de Suran. As forças rebeldes lideradas por Tahrir al-Sham procederam a atacar Suran e as aldeias vizinhas de Maardis e Ma'an. Os rebeldes capturaram as três aldeias até 22 de março, mas isso foi negado pelo Hezbollah. O grupo pró-oposição, o SOHR, confirmou a captura rebelde de Suran e partes de Maardis. A aldeia de Khitab também foi capturada. Segundo um comandante das Forças Tigres do EAA, havia cerca de 6.000 militantes do HTS e seus aliados envolvidos na ofensiva. Em resposta à ofensiva rebelde, o Exército Sírio enviou reforços para a linha de frente do norte de Hama. Os rebeldes pretendiam capturar Jabal Zayn al-Abidin e atacar o aeroporto militar de Hama e, segundo notícias, avançaram para posições a 7 quilómetros da cidade de Hama.
Em 23 de março, os rebeldes capturaram as aldeias de Kawkab e Iskandariyah, assaltaram Maardis e cortaram a estrada ligando Mahardah a Hama. Os avanços durante o dia trouxeram as forças lideradas por HTS a 5 quilómetros da cidade de Hama. O site pró-governo, Al-Masdar News, informou que os rebeldes levaram a cabo um massacre de alauitas na aldeia de al-Majdal, matando até 30 deles. De acordo com uma fonte de oposição, a rádio Sham FM relatou que isso foi negado por Mohaled Hazzouri, o governador de Hama. Mais tarde naquele dia, o Exército Sírio recapturou Kawkab. Al-Masdar News relatou que Khattab e uma outra aldeia foram recuperadas durante uma contra-ofensiva em curso, embora posteriormente fosse confirmado que estas localidades ainda estariam sob controlo rebelde.

### Exército Sírio trava a ofensiva de Ahrar al-Sham em Karnaz
Em 24 de março, seis facções rebeldes lideradas por Ahrar al-Sham lançaram uma ofensiva separada, chamada de "Eco do Levante", na frente noroeste de Hama, com o objectivo de cercar e capturar Karnaz. No entanto, depois de conseguir inicialmente capturar três aldeias, os rebeldes foram forçados a recuar devido ao bombardeio de artilharia pesada.

### Ataque rebelde em Qomhana e o Exército Sírio avança sobre Mahardah
Em 24 de março, os rebeldes atacaram a cidade de Qomhana, a norte de Hama. Após um ataque de três carros-bomba suicidas, os rebeldes conseguiram penetrar nas defesas da cidade e duros combates ocorreram dentro da cidade. No entanto, o ataque rebelde foi finalmente repelido depois que o Exército cercou os rebeldes dentro de Qomhana e os expulsou. No mesmo dia, o Exército Sírio retomou a aldeia de Shayzar, perto de Mahardah.
Em 25 de março, na frente de Maarzaf, combatentes do Exército da Glória usaram um míssil BGM-71 TOW contra um grupo de soldados do Exército Sírio, conseguindo um golpe directo. Os rebeldes alegaram ter matado mais de 150 soldados; no entanto, fontes no terreno deram uma contagem entre 14 e 20 vítimas. Em outros lugares, os rebeldes iniciaram um novo ataque a Qomhana, que também envolveu um atentado suicida. Enquanto isso, o Exército Sírio teria recapturado uma aldeia a sul de Mahardeh. Enquanto isso, Kawkab foi mais uma vez capturada pelos rebeldes por várias horas [82] antes que o Exército retomasse novamente, bem como o monte Al Abadi, a sul de Maardes.
Em 26 de março, após um novo ataque rebelde de manhã foi repelido no flanco ocidental de Qomhana, os combatentes do HTS retiraram as suas forças para a área do cemitério fora da cidade. O Exército Sírio então atacou a área do cemitério, derrotando, facilmente, as posições do HTS naquela tarde. Posteriormente, o Exército capturou a colina próxima de Tal Al-Sammam e seus três postos de controlo. Eles então começaram a preparar para entrarem em Khitab, que estava supostamente vazio, mas ainda não seguro devido à grande presença de rebeldes ao redor da aldeia. À noite, as forças lideradas pela HTS lançaram outro assalto rebelde de três horas a Qomhana. Apesar de os rebeldes ter conseguido penetrar na primeira linha de defesa do Exército Sírio no flanco norte da cidade, os reforços do exército do leste e do oeste conseguiram sitiar as forças rebeldes no norte de Qomhana, matando um grande número deles e forçando o resto a retirarem-se.
Em 27 de março, o Exército Sírio reconquistou uma aldeia a sul de Mahardah. O EAA também alegadamente recapturaram a ponte de Mahardah, chegando aos arredores da aldeia de Arzeh.

### Segunda ofensiva de Ahrar al-Sham travada, novamente
Em 28 de março, os rebeldes lançaram um novo assalto em dois lados ao norte de Mahardah, capturando a área de Al-Qaramitah. Eles também capturaram a colina de Tall Al Sakok, a aldeia de Al-Sakhir e os silos de grãos perto de Kernaz. No entanto, o ataque finalmente foi repelido no final do dia, já que o Exército Sírio recuperou todas as posições perdidas em Al-Qaramitah e Sakhir. Três tanques do Exército Sírio foram destruídos ou danificados pelos mísseis antitanque BGM-71 TOW durante os combates.

### Contra-ataque do Exército Sírio e os rebeldes perdem terreno
Em 29 de março, as forças lideradas por HTS capturaram a colina Tal Shihah, a sul de Khitab, trazendo jihadistas liderados por HTS a 3 quilómetros da cidade de Hama. Ao mesmo tempo, o Exército contra-atacou a norte de Qomhana e recapturou várias posições, incluindo a colina de Saman. No final do dia, o EAA também recapturou a localidade de Tal Shihah. Posteriormente, o Exército Sírio capturou a colina estratégica de Tal Bizam, a norte de Suran. No dia seguinte, o Exército Sírio capturou seis localidades, incluindo a cidade de Arzah e o ponto 50, a sudoeste da Qomhana e a sul de Khitab. Enquanto isso, outro ataque rebelde na frente noroeste foi repelido.
Em 31 de março, o Exército Sírio retomou Khitab e cinco outras aldeias, juntamente com várias colinas e postos de controlo. O EAA também reabriu a estrada de Hama-Mhardheh e empurraram os rebeldes para posições a 11 quilómetros do Aeroporto Militar de Hama.

### Combates intensos e o Exército Sírio captura Suran
Em 3 de abril, o Exército Sírio recapturou a cidade de Maardis, juntamente com os silos e colinas próximas. Posteriormente, o EAA deslocou o seu assalto e recuperaram a aldeia  de Iskanderiyah e a ponte de Maardis. No dia seguinte, os rebeldes contra-atacaram contra Maardis e recapturaram-na depois de mais de nove horas de fortes combates. O assalto rebelde inicial envolveu três carros-bomba suicidas.
Em 5 de abril, Maardis foi mais uma vez palco de duros combates, embora, à tarde, os rebeldes conseguissem repelir o ataque das forças governamentais e manter o controlo da cidade. Posteriormente, um carro-bomba dos rebeldes atacou a colina controlado pelo governo de Tall Abadah, a 1.500 metros a sudeste de Maardis, que teria imobilizado um tanque. Ao mesmo tempo, o Exército capturou um ponto de controlo perto de Halfaya e conseguiu entrar na cidade a partir do oeste. No entanto, os rebeldes recuperaram o território perdido em Halfaya mais tarde no dia, enquanto também recuperaram Iskandariyah.
Em 7 de abril, a meio do dia, os rebeldes avançaram e capturaram várias posições a sul de Maardis. No entanto, isso resultou ser uma armadilha criada pelo Exército Sírio com dezenas de rebeldes a serem assassinados. Após várias horas de confrontos, o Exército Sírio recuperou as posições que tinha perdido, além de Iskandariyah que atacaram por dois flancos. Três dias depois, as tropas governamentais recapturaram Maardis também. O combate continuou em 11 de abril, quando o Exército Sírio apoderou-se da base do "Regimento Russo", a sul de Suran.

### Todos os avanços rebeldes são revertidos
Em 14 de abril, o Exército Sírio lançou um ataque contra Halfaya, capturando vários pontos de controlo a sul da cidade. Ao mesmo tempo, o Exército Sírio bombardeou posições rebeldes em torno de Suran e Taybat al-Imam. No entanto, apesar desses avanços iniciais, os avanços do EAA sobre Halfaya foi travado, após de sofrer grandes baixas. Dois tanques também foram capturados pelos rebeldes.
Em 16 de abril, após mais de 40 ataques aéreos contra linhas de abastecimento de rebeldes na noite anterior, o Exército Sírio recapturou Suran após 10 horas de intensos combates, revertendo todos os ganhos dos rebeldes durante a ofensiva. Várias horas depois, os rebeldes dispararam mais de 40 foguetes Grad sobre o aeroporto militar Hama, destruindo um avião de combate MIG-23 e vários grandes depósitos de munições.

### O Exército Sírio ataca território rebelde e captura Taybat al-Imam e Halfaya
Em 17 de abril, o Exército Sírio lançou um ataque contra Taybat al-Imam e, segundo fontes, capturaram um ponto de controlo na entrada leste da cidade.
Em 20 de abril, fortes e intensas combates começaram nas áreas de Taybat al-Imam e Halfaya, já que as forças do governo tentavam capturar ambas as cidades. Ao longo das 48 horas anteriores, mais de 400 ataques aéreos foram realizados na zona norte de Hama. Eventualmente, as tropas governamentais conseguiram capturar Taybat al-Imam e avançaram para oeste em direção a Halfaya, tomando um ponto de controlo. Posteriormente, os rebeldes lançaram um contra-ataque e conseguiram recapturar grandes partes de Taybat al-Imam. No entanto, após intensos choques que duraram várias horas durante a noite, o EAA conseguiu  repelir os rebeldes e manter o controlo da cidade.
Em 22 de abril, o Exército Sírio ampliou a sua zona de controlo em torno de Taybat al-Imam com novos avanços. Na manhã seguinte, o Exército Sírio capturou Halfaya e começou operações para capturar Morek. Esses avanços deixaram as forças do governo, mais uma vez, no controlo de todas as áreas que haviam perdido durante a ofensiva anterior dos rebeldes no final de 2016.
Em 24 de abril, o Exército Sírio continuou com o seu avanço para norte em direção a Al-Lataminah e Morek. No processo, o EAA capturou duas a quatro aldeias e um ponto de controlo, chegando assim aos arredores de Lataminah. No dia seguinte, os rebeldes recapturaram parcialmente Al-Massasnah num contra-ataque, antes que o Exército Sírio recuperasse suas posições na cidade na manhã seguinte, ao mesmo tempo que capturava a aldeia de Zullaqiat, a norte de Halfaya. Em 28 de abril, as forças rebeldes atacaram, novamente, Al-Massasnah, mas o ataque foi repelido. Posteriormente, a linha de frente estabilizou.